# Governs de la Segona República Espanyola

Escut de la Segona República Espanyola

Els Governs de la Segona república Espanyola foren el total de 26 governs que se succeïren entre la proclamació de la Segona República Espanyola el 14 d'abril de 1931 i la fi de la Guerra Civil, l'1 d'abril de 1939.
Alejandro Lerroux García (Partit Republicà Radical) presidí sis cops el Consell de Ministres, Manuel Azaña Díaz (Acció Republicana i Izquierda Republicana) cinc. Per altra banda Diego Martínez Barrio (Partit Republicà Radical i Unió Republicana), Joaquín Chapaprieta Torregrosa (Partit Centrista i independent), Manuel Portela Valladares (independent), Francisco Largo Caballero (PSOE) i Juan Negrín López (PSOE) ho van fer dos. Un cop Niceto Alcalá-Zamora y Torres (Partit Republicà Conservador), Ricardo Samper Ibáñez (Partit Republicà Radical), Augusto Barcia Trelles (Izquierda Republicana), Santiago Casares Quiroga (Izquierda Republicana) i José Giral Pereira (Izquierda Republicana).
Per partits polítics, el Partit Republicà Radical ocupa vuit cops la presidència del consell, seguit per Izquierda Republicana cinc, PSOE quatre, Acció Republicana i independents tres. Un cop centristes i conservadors.

## Govern provisional o Període constituent

### Primer Govern Provisional presidit per Niceto Alcalá Zamora (abril-octubre de 1931)
El mateix dia de la proclamació de la Segona República Espanyola, el 14 d'abril de 1931, el Comitè revolucionari promulga un decret pel qual encomana la presidència del Primer Govern Provisional de la Segona República Espanyola a Niceto Alcalá-Zamora qui formarà un gabinet compost per republicans d'esquerra i dreta, socialistes i nacionalistes gallecs i catalans que, com a primeres mesures, aprova l'Estatut jurídic del Govern Provisional pel qual es regirà i concedeix una amnistia per als delictes polítics.
Composició: la Dreta Liberal Republicana comptava amb la presidència i una cartera, el PSOE amb tres, el Partit Republicà Radical i Partit Republicà Radical Socialista, amb dos, mentre que tant Acció Catalana com Acció Republicana i la Federació Republicana Gallega estaven representats amb una cartera.
El govern tindrà com a principal objectiu la preparació de les eleccions de les quals haurien de sorgir les Corts Constituents que seran les encarregades d'elaborar la Constitució de la República.
Mitjançant un decret de 8 de maig s'articula la regulació del procés electoral establint-se un Parlament unicambral de 470 diputats escollits per sufragi universal. L'edat mínima per votar es rebaixa dels 25 als 23 anys i no es permetia votar a les dones que no obstant això podien presentar-se com a candidates. També es fixa la província com a circumscripció electoral per impedir el caciquisme que l'anterior divisió electoral en districtes encoratjava.
Mitjançant un decret, publicat el 3 de juny, es va fixar la celebració dels comicis pel 28 de juny de 1931 en primera volta. En cas que cap candidat obtingués a la seva província el vot d'almenys el 20% de l'electorat caldria recórrer a una segona volta.
Fins avui de les eleccions, el govern dicta una sèrie de decrets que reflecteixen la ideologia dels seus components. Així, en l'àmbit agrari, mitjançant els anomenats decrets agraris, i amb l'impuls dels ministres socialistes Francisco Largo Caballero i Fernando de los Ríos, es dicten normes que milloren les condicions laborals i socials de la pagesia com la que estableix la jornada laboral en vuit hores, o la que prohibeix el desnonament de les finques, la que obliga als propietaris a explotar les finques o la que obliga als propietaris a contractar treballadors de la comarca.
En l'àmbit educatiu, el radical socialista Marcel·lí Domingo i Sanjuán, a més d'augmentar el sou i la plantilla dels mestres, aprova una sèrie de decrets amb l'objecte reduir el poder de l'Església en el sistema educatiu espanyol, buscant la laïcització del sistema educatiu suprimint l'obligatorietat de l'ensenyament religiós a les aules. Així mateix crea les missions pedagògiques amb la finalitat de fer arribar l'educació a tots els punts del territori nacional.
Un altre important nombre de decrets van ser impulsats per Manuel Azaña, membre d'Acció Republicana, i que van tenir com a objectiu la professionalització i modernització de l'Exèrcit per a això es va facilitar el pas a la reserva de nombrosos militars i es va tancar l'Acadèmia General Militar. També va suprimir la Llei de Jurisdiccions.
En l'àmbit territorial, el Govern es va trobar el mateix dia de la seva formació amb el problema sorgit a Catalunya quan el líder d'Esquerra Republicana de Catalunya, Francesc Macià va proclamar la República Catalana el que va obligar a fer que el mateix Alcalá Zamora, acompanyat de Fernando de los Ríos i dels dos ministres catalans del gabinet, Marcel·lí Domingo i Lluís Nicolau d'Olwer, viatgessin a Barcelona per persuadir als nacionalistes catalans perquè desistissin dels seus propòsits a canvi de la reaparició d'una institució de govern que havia estat suprimida en temps de Felip V, la Generalitat de Catalunya, i la promesa que les futures Corts Constituents abordarien l'aprovació d'un estatut d'autonomia. El 21 d'abril, el govern va publicar un Decret pel qual es reconeixia la Generalitat catalana.
Després de la celebració de les eleccions, les Corts Constituents, de signe majoritàriament esquerrà, atorguen el 31 de juliol un vot de confiança al fins llavors govern provisional que passa a constituir-se com el primer govern ordinari de la República. Aquest govern converteix en lleis tots els decrets que va evacuar en la seva etapa provisional i aborda l'elaboració de la Constitució.
Aquest primer govern republicà va caure el 14 d'octubre de 1931 quan el seu president, Alcalá Zamora, i el seu ministre de Governació, Maura, tots dos representants de partits de la dreta, van presentar la seva dimissió. Les Corts van aprovar l'article 26 i tot seguit els dos ministres catòlics dimiteixen.

### Segon Govern Provisional i primer de Manuel Azaña (octubre-desembre de 1931)
Composició: Acció Republicana comptava amb la presidència i dues carteres, Manuel Azaña compartia Presidència amb Guerra; el PSOE comptava amb tres, el Partit Republicà Radical i Partit Republicà Radical Socialista, mantenien les dues, mentre que Acció Catalana i la Federació Republicana Gallega estaven representats amb una cartera.
La caiguda del govern que havia presidit Alcalá Zamora obrirà un període conegut com a Bienni Reformista el primer gabinet del qual, format per republicans i socialistes, estaria presidit per Manuel Azaña qui al costat de José Giral en constituïen les dues noves incorporacions.
El 9 de desembre de 1931, amb l'abstenció de la dreta, les Corts Constituents aproven el text constitucional, procedint el dia 10 a l'elecció del primer president constitucional de la República en la persona de Niceto Alcalá-Zamora.
La política sociolaboral seguida pel gabinet impulsada pels seus membres socialistes va fer que els ministres radicals, Alejandro Lerroux i Diego Martínez Barrio, abandonessin el govern i amb això retiressin el suport que els seus 94 diputats prestaven en les Corts a l'Executiu. Aquesta actuació per part del Partit Republicà Radical que perseguia postular-se com a alternativa de govern de caràcter centrista, va provocar la caiguda del govern el 16 de desembre de 1931. El recentment escollit President de la República, Alcalá-Zamora, tornarà a encarregar la formació de govern a Manuel Azaña.

## Primer Bienni o Bienni social-azanyista (1931-1933)

### Tercer govern de la República i segon d'Azaña (desembre de 1931-juny 1933)
Composició: Manuel Azaña forma el nou govern mantenint bàsicament a les mateixes persones encara que canviant les carteres que van tenir en l'anterior gabinet. Acció Republicana comptava amb la presidència i dues carteres, ja que Manuel Azaña seguia en Presidència i Guerra. El PSOE manté els seus tres igual que el Partit Republicà Radical Socialista les seves dues carteres. El mateix succeeix amb la Federació Republicana Gallega. L'únic canvi d'importància és l'eliminació dels ministres que el Partit Republicà Radical aportava a l'anterior govern: Alejandro Lerroux i Diego Martínez Barrio, la qual cosa va suposar donar un gir a l'esquerra del nou gabinet. També abandona el govern Acció Catalana, substituint-la Esquerra Republicana de Catalunya. La cartera d'Estat l'ocupa l'independent Lluís de Zulueta i Escolano.
El 23 de gener de 1932, un decret del ministeri de Justícia dissolia la Companyia de Jesús i revertia tots els seus béns a l'Estat; el 26 de febrer, s'aprova la llei del divorci, i al maig es debat en les Corts l'Estatut d'Autonomia de Catalunya i la Reforma Agrària. Aquestes iniciatives recolzades pel govern d'Azaña provocaran un forta reacció a l'Església, l'Exèrcit i en els partits de la dreta que desembocaran en el frustrat intent de cop d'estat conegut com la sanjurjada en estar capitanejat pel general Sanjurjo qui, el 10 d'agost de 1932, va encapçalar la rebel·lió militar de les guarnicions de Madrid i Sevilla.
Sanjurjo és condemnat a mort però el govern li commuta la pena per la de cadena perpètua.
La popularitat que aconseguirien Azaña i el seu govern amb la desactivació del cop militar seria efímera, ja que l'11 de gener de 1933 van tenir lloc els fets coneguts com Fets de Casas Viejas, que van portar al president del govern a presentar la seva dimissió al president de la República el 8 de juny de 1933. No obstant això, Alcalá-Zamora ratificarà en el seu càrrec Azaña qui formarà un nou govern el 12 de juny següent.

### Quart govern de la República i tercer d'Azaña (juny-setembre de 1933)
Composició: Acció Republicana perd la cartera de Marina, quedant Manuel Azaña com a únic representant (presidència i Guerra). El PSOE manté els seus tres ministres (Largo, De los Ríos i Prieto). El Partit Republicà Radical Socialista guanya una cartera, passant a tres (Albornoz, Barnés i Domingo). La Federació Republicana Gallega manté Casares, el mateix que ERC amb Companys. Com a novetat Franchy del Partit Republicà Federal i l'independent Viñuales a Hisenda.
El 12 de juliol de 1933 Álvaro de Albornoz deixa el càrrec sent substituït per Santiago Casares Quiroga, simultanejant les carteres de Justícia i Governació. Així la Federació Republicana Gallega guanya pes en detriment del Partit Republicà Radical Socialista. El nou govern tindrà una vida molt breu, ja que Azaña es veurà obligat a presentar novament la seva dimissió el 8 de setembre de 1933. Dimissió que aquest cop li serà acceptada pel president de la República Niceto Alcalá-Zamora.
No obstant la brevetat del mandat d'aquest gabinet, prendrà un important decisió en aconseguir, després de sotmetre-ho a les Corts, l'aprovació d'un nou sistema electoral que accentuava la prima a les llistes electorals més votades.

## Segon Bienni o Bienni Radical-Cedista (1933-1935)
El 19 de novembre de 1933 es van celebrar eleccions, primeres en les quals es va permetre el vot femení, resultant victoriosos els partits de centre i dreta, la qual cosa va donar lloc al denominat bienni radical-cedista o bienni negre. El partit que va obtenir un nombre més gran d'escons va ser la CEDA de José María Gil-Robles amb 115, seguit del Partit Republicà Radical de Lerroux amb 102. Lluny quedava el PSOE amb solament 59. Malgrat els resultats Alcalá Zamora encarrega la formació del govern a Lerroux.

### Primer Govern radical i primer de Lerroux (5è de la República)
El president de la República encarrega la formació del nou govern a Alejandro Lerroux qui, a causa de l'aïllament al fet que es veu sotmès tant pels partits de dreta, encapçalats per José María Gil-Robles com pels partits d'esquerra, es veu obligat a plantejar, el 2 d'octubre, una qüestió de confiança que no supera i provoca la caiguda del seu efímer govern.

### Segon Govern radical i primer de Martinez Barrio (6è de la República)
La caiguda del govern presidit per Alejandro Lerroux fa que, amb el seu beneplàcit, el president de la República Niceto Alcalá Zamora, ofereixi la formació de nou govern al seu segon en el Partit Radical Diego Martínez Barrio.
La dissolució de la Corts i la convocatòria d'eleccions pel 19 de novembre centressin la labor d'aquest govern gairebé exclusivament en la vigilància del procés electoral. El 29 de novembre de 1933 va dimitir del seu càrrec com a ministre de Justícia Juan Botella Asensi en resposta a la fugida de la presó de Joan March Ordinas. Va ser substituït per Domingo Barnés Salinas.

### Tercer Govern radical i segon de Lerroux (7è de la República)
Les eleccions, en les quals per primera vegada hi tenen dret a vot les dones, donen com a resultat una victòria dels partits de la dreta (386 escons) enfront dels partits de l'esquerra (100 escons). Encara que la força política més votada de la dreta ha estat la CEDA, la formació del nou govern no és oferta al seu líder José María Gil-Robles sinó al líder del Partit Radical, Alejandro Lerroux que formarà el seu gabinet amb el suport dels "cedistes" malgrat no incloure a cap d'ells en el seu nou gabinet.
El 23 de gener de 1934 Diego Martinez Barrio va cessar com a ministre de Guerra per ocupar la cartera de Governació que fins llavors havia estat ocupada per Manuel Rico Avello. Com a nou ministre de Guerra va ser nomenat Diego Hidalgo Durán.
Martínez Barrio ocuparà la cartera de Governació fins al 3 de març, data en la qual presentarà la seva dimissió per la forta deriva dretana que el govern adoptava per la necessitat de comptar amb el suport dels diputats de la CEDA. Aquesta dimissió provocarà la caiguda del govern.

### Quart Govern radical i tercer de Lerroux (8è de la República)
Novament cridat a formar govern, Alejandro Lerroux constituirà un gabinet que entre altres mesures restablirà, el 27 de març, la pena de mort i promulgarà una Llei d'amnistia que afectarà entre altres al general Sanjurjo i que provocarà una crisi de govern que acabarà amb aquest el 28 d'abril.
El 17 d'abril de 1934 Rafael Álvarez Valdés va cessar com a ministre de Justícia sent nomenat com a nou ministre Salvador de Madariaga, amb l'aquest va passar a ocupar dues carteres ministerials: Instrucció Pública i Justícia.

### Primer govern radical-cedista i quart de Lerroux (10è de la República)
El 16 de novembre de 1934 es va produir una remodelació del govern que afectà les carteres d'Estat, Guerra, Marina i Instrucció Pública i Belles Arts.

### Tercer govern radical-cedista, primer de Chapaprieta (13è de la República)
El 20 de setembre Alcalá Zamora va aprofitar una crisi parcial inesperada per substituir Lerroux per un polític sense suport parlamentari, el llavors ministre d'Hisenda Joaquín Chapaprieta Torregrosa, qui accepta el càrrec davant el perill d'una dissolució de les Corts. El nou gabinet dirigit per un independent està format per vuit ministres, tres de la CEDA, tres del Partit Republicà Radical, un agrari i un altre de la Lliga Catalana.
Abandonen el govern els radicals Alejandro Lerroux i Juan José Rocha i García.
L'amenaça presidencial de dissolució del parlament va fer entrar en aquest govern a Gil-Robles, en Guerra, i a Lerroux, en Estat. Tots dos van entrar al govern descontents, el primer per no haver estat cridat a governar sent el seu grup el que comptava amb major nombre de diputats, el segon per haver estat expulsat de la presidència.

### Quart govern radical-cedista i segon de Chapaprieta (14è de la República)
Dirigit per un independent i format per vuit ministres, tres de la CEDA, tres del Partit Republicà Radical, un agrari i un membre de la Lliga Catalana.

### Primer govern centrista i primer de Portela (15è de la República)
La dimissió de Chapaprieta creava una sensació de crisi general del centredreta que dona motiu a les maniobres del president Alcalá Zamora per imposar un govern sense comptar amb la CEDA, partit majoritari. L'11 de desembre el president convoca Gil-Robles per assenyalar-li que no estava disposat a encomanar-li el govern utilitzant la Guàrdia Civil per neutralitzar qualsevol possible reacció.
El president desitjava un gabinet centrista, encara no comptés amb suport parlamentari, i va provar d'encomanar la seva formació a diversos polítics: Miguel Maura i Portela, sent aquest últim qui el 13 de desembre rep la missió. Portela, polític gallec proper als 70 anys, de la generació de Lerroux, encara que menys gastat per les adversitats, passava per expert a fabricar victòries electorals amb els rancis trucs caciquils, i s'havia llaurat a Catalunya una reputació d'eficàcia en assumptes d'ordre públic.
Per a Alcalá Zamora la dreta havia de perdre en les urnes, perquè d'una altra manera les corts següents jutjarien indeguda la seva prèvia dissolució i el destituirien. Li convenia un triomf no aclaparador de l'esquerra, que no declararia injustificada la dissolució. Tanmateix, un govern necessita la confiança del parlament i com a manera d'evitar el fracàs eludeix la presentació a les Corts, decretant suspensió de sessions parlamentàries durant 15 dies, fins a l'1 de gener.
Aquest govern sol va poder resistir dues setmanes, una sonora crisi amb intercanvi de crits i insults entre Portela i varis dels seus ministres.

### Segon govern centrista i segon de Portela (16è de la República)
Davant el fracàs en la formació de l'anterior govern, Portela opta per polítics sense representativitat. Per a major seguretat abans de prendre possessió Alcalá Zamora li lliura el decret de dissolució de Corts signat i llest per ser usat:
La dreta, considerant la paralització de les Corts una usurpació de funcions, convoca pel 7 de gener la diputació permanent de la càmera per dictaminar, però la vespra Alcalá Zamora, davant el risc de perdre la votació, opta per dissoldre convocant eleccions pel 16 de febrer. Des d'aquest moment i ja fora de control parlamentari Portela se centra a promocionar el seu Partit de Centre Democràtic, inspirat pel president.
El seu interès prioritari va ser assegurar el seu control sobre les forces armades davant els rumors d'amenaça colpista. En menys d'un mes va canviar la cúpula militar, col·locant generals addictes, amb tres excepcions: Francisco Franco, allunyat a les Illes Canàries, Manuel Goded a les Balears, Emilio Mola del Protectorat espanyol al Marroc a Navarra, mentre que Joaquín Fanjul Goñi va ser privat de destinació.
L'endemà passat de les eleccions de febrer de 1936, el 18 de febrer, Portela cedeix el poder a Manuel Azaña.

## Front Popular (febrer-juliol 1936)
El 7 de gener de 1936 el president de la Segona República, Niceto Alcalá Zamora, decreta la dissolució de les Corts i convoca eleccions pel 16 de febrer.

### Primer govern del Front Popular i quart d'Azaña (17è de la República)
Durant les tres primeres setmanes del mes de març el Congrés dels Diputats amb prou feines es va ocupar d'una altra cosa que de la revisió de les actes de diputats.
El 13 de març va quedar suspesa Falange Española i empresonats José Antonio Primo de Rivera, Julio Ruiz de Alda, Raimundo Fernández Cuesta i Rafael Sánchez Mazas, membres de la seva junta política. Paral·lelament, es va anar produint la radicalització de la Joventut d'Acció Popular gilroblista. Els carlins acceleraven l'organització de milícies i el contraban d'armes.
El 25 de març van ser envaïdes simultàniament 3.000 finques en la província de Badajoz.

## Guerra civil

### Primer govern durant la Guerra Civil i segon de Martínez Barrio (21è de la República)
En la nit del 18 al 19 de juliol de 1936, Manuel Azaña, després de la dimissió de Santiago Casares Quiroga, li ofereix la difícil tasca de formar un govern de conciliació que pogués evitar l'inici de la guerra. En altres paraules, li encomana tant resistir als sindicats, evitant el lliurament d'armes, com negociar amb els revoltats, assegurant la lleialtat de la cúpula militar.
Per poder inspirar confiança als militars revoltats, o dissuadir de rebel·lar-se als tebis, va nomenar un consell amb ministres exclusivament republicans. La notícia es difon amb rapidesa. Va ser potser el govern de menor durada en la Història d'Espanya, poc més d'una hora.

### Segon govern durant la Guerra Civil i primer de Giral (22è de la República)
El 6 d'agost Juan Hernández Saravia ocupa la cartera de Guerra, mentre que el 22 d'agost Francisco Matz Sánchez es fa càrrec de la de Marina.

### Tercer Govern durant la Guerra Civil i primer de Largo Caballero (23èº de la República)
Amb majoria socialista (president Francisco Largo Caballero i set ministres) acompanyats per Izquierda Republicana, grup que inicialment comptava amb tres carteres, i després del cessament de Mariano Ruiz-Funes García serien dos; amb un els següents grups: ERC, Unió Republicana, PNB i PCE que augmentaria a dos amb l'arribada de Vicente Uribe el 15 de setembre.

### Quart govern durant la Guerra Civil i segon de Largo Caballero (24è de la República)
Durant la batalla de Madrid, el general Miaja va constituir a Madrid, després del trasllat del govern a València, i seguint les ordres del president del Consell, Largo Caballero, la Junta de Defensa de Madrid composta per partits i organitzacions presents al govern, incloent a més a les Joventuts Socialistes Unificades, la Unió General de Treballadors, el Partit Sindicalista i les Joventuts Llibertàries.

### Cinquè govern durant la Guerra Civil i primer de Negrín (25è de la República)
El nombre de ministres es va reduir a nou, l'anterior executiu comptava amb 18 ministeris: 15 amb cartera i 3 sense. Desapareixen el ministeris de Marina i Aire, Indústria, Comerç, Propaganda i també els ministres sense cartera.
- Negrín continua amb la cartera d'Hisenda.
- Prieto ocupa la recentment creada de Defensa Nacional.
- Izquierda Republicana ocupa les carteres d'Estat, Giral, i la nova d'Obres Públiques i Comunicacions, Giner.
- Els comunistes mantenien la seva representació: Agricultura i el novament fusionat d'Instrucció Pública.
- El socialista Zugazagoitia ocupa Governació.
- Aiguader, representant dels nacionalistes catalans, ocupa la nova cartera de Treball a Assistència Social.
- Irujo, representant dels nacionalistes bascos, ocupa Justícia.

Crisi d'agost
El 18 d'agost es va crear la Direcció general d'Indústries, vinculada al ministre de Defensa Nacional, privant la Generalitat de Catalunya d'aquesta competència. Els nacionalistes reaccionen retirant la seva confiança al govern, apartant Jaume Aiguader i Miró, sent substituït per Josep Moix i Regàs del PSUC. El mateix dia i per solidaritat dimiteix Manuel de Irujo Ollo sent substituït per Tomás Bilbao Hospitalet d'Acció Nacionalista Basca.

### Sisè govern durant la Guerra Civil i segon de Negrín (26è de la República)
El segon govern encara que comptava amb representació sindicalista, mancava de poder. La UGT rep la cartera de Justícia, la CNT la d'Instrucció Pública i Sanitat. El nou ministre de justícia és Ramón González Peña, dirigent socialista asturià i antic comissari de l'Exèrcit del Nord.
Els Tretze Punts del Govern de Negrin.
El 30 d'abril de 1938 el govern redacta un document conegut com els Tretze Punts de guerra on formulava el seu programa polític, concretant els objectius pels quals es continuava la lluita i sobre els quals podia establir-se un principi d'acord amb els revoltats.

La derrota i l'exili
Negrín va posar totes les esperances en l'esclat de la Segona Guerra Mundiala la qual Espanya es veuria abocada a intervenir, però el 26 de gener de 1939 forces franquistes ocupen sense resistència la ciutat de Barcelona, llavors seu del govern. L'1 de febrer aquest govern fuig a França, abandonant el territori espanyol. El 12 de febrer Negrín estableix a Madrid la seu del govern republicà, i aquest mateix dia el coronel Casado vol acordar la pau.

### Cop d'Estat de Casado: Consell Nacional de Defensa
El Consell Nacional de Defensa va ser un organisme que va assumir el paper de govern provisional en el que quedava de la  República Espanyola després del cop militar protagonitzat a la ciutat de Madrid, el 5 de març de 1939, pel coronel Casado contra el vintisisè Govern de la Segona República Espanyola presidit per Juan Negrín.
En aconseguir el mar Mediterrani al maig de 1938 les tropes rebels dividint en dues la zona republicana, i Negrín lliura a Casado el comandament de l'Exèrcit del Centre. La Cinquena Columna contacta amb Casado a fi d'afeblir a l'enemic i encara que el 10 de febrer Negrín torna a Madrid és conscient de la trama colpista. El 4 de març es revolta Cartagena i el dia 5 es constituïa a Madrid el Consell Nacional de Defensa.
Algunes forces comunistes, sense ordres del partit, van reaccionar i van estar a punt de derrotar a Casado, sense aconseguir-ho. El 26 de març, trencades les negociacions, quan l'exèrcit revoltat va atacar, Casado i la seva Junta van fugir d'Espanya a bord d'un creuer britànic. Besteiro va romandre a la capital lliurant el poder als vencedors.

## Maçoneria i Segona República Espanyola
Setze dels dinou governs republicans van ser presidits per maçons. Alcalá Zamora i Chapaprieta van ser les excepcions. A més eren maçons sis dels onze ministres del primer govern.